# ISO 7812
ISO 7812, за първи път публикуван от Международна организация по стандартизация (ISO) през 1989 и е международният стандарт за управление на магнитни ленти за идентификационни карти, като карти ключ за врата, карти за банкомати и кредитни карти. ISO 7812 е наличен в две части, ISO 7812-1 и ISO 7812-2. За пълната спецификация Автовключвайки настоящите добавки ще са ви нужни и двете издания. Номерата на кредитните карти са всъщност ISO 7812 номера. Максималната дължина на такъв номер е 19 цифри.
ISO 7812 съдържа едноцифрена основен индустриален идентификатор (MII), шестцифрен номер за идентификация на издателя (IIN), номер на акаунта и едноцифрена контролна сума. Главният индустриален идентификатор е смятан за част от идентификатора за номера на издаване.

## Основен индустриален идентификатор
Основен индустриален идентификатор (MII) е първата цифра на ISO 7812 номера. Идентифицира индустрията, в която да се използва картата.
| Стойност на MII | Категория на издаване                      |
| --------------- | ------------------------------------------ |
| 0               | ISO/TC 68 и други зададени индустрии       |
| 1               | Въздушни линии                             |
| 2               | Въздушни линии и други зададени индустрии  |
| 3               | Пътуване и забавление                      |
| 4               | Банкиране и финансови                      |
| 5               | Банкиране и финансови                      |
| 6               | Търговия и банкиране                       |
| 7               | Петрол                                     |
| 8               | Телекомуникации и други зададени индустрии |
| 9               | Държавна служба                            |

Ако основният индустриален идентификатор е 9-цифрен, то следващите 3 цифри са 3 цифри са 3 цифреният код на страната от ISO 3166-1.

## Идентификатор за номер на издаване
Първите 6 цифри, включително основният индустриален идентификатор съставят идентификационният номер на издателя (IIN). Това идентифицира издаващата организация. Американската Организация на Банкерите е регистрационният авторитет за IIN номера. Официалният ISO регистър за IIN номера, „ISO Регистъра на Идентификационни Номера за Издател на Карти“ не е достъпен за общата публика. Той е само на разположение на институции, които държат IIN, издават пластмасови карти или действат като финансова мрежа или преработватели. Институциите в третата категория трябва да подпишат лицензно съгласие преди да им бъде даден достъп до регистъра. Няколко IIN номера са добре познати особено на тези представящи издателите на кредитните карти.
Доналд Е. Ийстлейк написал серия от документи, от които последният бил draft-eastlake-card-map-08.txt („ISO 7812/7816 Номерата и системата за имена на домейни (DNS)“, издадени февруари 2001, изтекли август 2001)—предлагащи преглеждането на издателите на карти автоматично основано на IIN използвайки DNS. Въпреки че името на домейна за използване на това, reg.int е бил регистриран от IANA, предложението отпаднало, поради опозицията на ISO 7812 и ISO 7816 регистрационните авторитети, които са били загрижени, че това предложение би могло да направи ISO IIN регистъра публично достъпен.
Секретността относно официалният ISO регистър на IINs е вероятно мотивиран от притеснението за сигурността чрез неясност. Обаче много хора спорят, че този и който и да е опит за сигурността чрез неяснота е безсмислен поради редица причини. Знаейки съдържанието на IIN регистъра би могло да е от ограничена помощ в извършване на реална измама. Най-честите IIN номера (такива като тези за компании използващи кредитни карти Visa и MasterCard) са вече широко известни и някой търсещ да пресъздаде ISO регистъра би намерил най-честите записи само като запита голям брой хора за техния тип карта и първите 5 цифри от нея. Такъв публичен принос за IIN базата данни вече съществува, като е бил временно спрян след оплаквания от MasterCard International, че продължителен достъп до сайта „може да застраши MasterCard и техните банкови клонове от потенциален риск от мошеници“ и „да поощри кражбата на лични данни“.

## Номер на акаунта
Номера на акаунта се образува от цифрите между седем до втората предпоследна и съдържа максимум 12 цифри.

## Проверка на цифри
Последната цифра е цифра за проверка. Тя се изчислява с алгоритъма на Лун.